# Espejo público
Espejo Público, förkortat ESp, är ett morgonprogram i spansk television, sänt av Antena 3 och producerat av Antena 3 Noticias. Det släpptes den 20 oktober 1996, till en början som ett veckoaktuellt program och avslutades som sådant den 29 oktober 2006 efter 495 program.
Två månader efter att ha sänt sitt sista veckoprogram, bestämde sig Antena 3 för att förnya formatet med bibehållet namn, och sedan den 11 december 2006 har det sänts dagligen som ett morgonprogram, presenterat av Susanna Griso måndag till fredag, från 09:00 till 13:30, från januari 2019.